# Clearance
La clearance di un organo o capacità di smaltimento, in fisiologia, è la capacità di un organo di depurare da una sostanza nell'unità di tempo. È una portata volumetrica (volume per unità di tempo), quindi si esprime in campo medico nelle unità di misura tradizionali di mL/min, mentre nel Sistema Internazionale fisico si misura in mm3/s.
La clearance del corpo umano verso la maggior parte delle sostanze assorbite si suddivide in ordine di importanza nella somma della clearance renale, della clearance epatica, e della clearance polmonare. Per molti farmaci viene indicata con clearance la clearance renale, cioè la capacità del rene di smaltire il farmaco: si parla propriamente di clearance renale o clearance plasmatica renale. 
Ogni sostanza ha una particolare clearance renale. La clearance è funzione:
- della filtrazione glomerulare;
- della secrezione della sostanza dai capillari peritubulari al nefrone;
- del riassorbimento della sostanza dai nefroni ai capillari peritubulari.

Questa misura farmacocinetica può essere rappresentata con degli studi di cinetica chimica. Si può affermare, in linea generale, che:
- la clearance è costante in sostanze escrete con cinetiche di ordine zero (poiché la quantità di sostanza eliminata per unità di tempo non cambia con la sua concentrazione nel sangue);
- la clearance è variabile in sostanze escrete con cinetiche di primo ordine (poiché la quantità di sostanza eliminata per unità di tempo cambia con la sua concentrazione nel sangue).

## Definizione
La clearance renale è "la quantità di liquido (in ml) filtrata dal sangue che viene depurata dal rene nell'unità di tempo" o "la quantità di plasma ripulita in funzione del tempo". 
Bisogna specificare che si tratta di un valore virtuale e che è teoricamente scorretto parlare di "plasma ripulito", poiché il rene non rimuove completamente una sostanza dal flusso renale totale.
La clearance dipende da molteplici fattori. Considerando il rene o una macchina per l'emodialisi essa dipende da:
- il flusso plasmatico renale (nel rene) o il flusso del bagno di dialisi/dialisato (nel caso del circuito di dialisi del rene artificiale durante l'emodialisi);
- un coefficiente di trasferimento della massa, che tiene conto delle concentrazioni delle sostanze da "ripulire";
- eventuali processi di riassorbimento o secrezione della sostanza lungo il suo percorso nel nefrone (nel rene) o processi che avvengono lungo la membrana della macchina per dialisi.

La sua definizione viene ricavata dal modello matematico descritto dall'equazione differenziale del decadimento esponenziale: 
{\displaystyle V{\frac {dC}{dt}}=-K\cdot C+{\dot {m}}\qquad (1)}
in cui, per il caso della clearance:
- {\displaystyle {\dot {m}}} è la velocità (in mmol/min o mol/s) di generazione della sostanza. Si assume generalmente che sia indipendente dal tempo e quindi costante; è uguale a 0 nel caso di sostanze esogene immesse in circolo (es. farmaci);
- t è la durata di tempo in cui avviene la dialisi o il tempo di "ripulitura", misurato a partire dalla somministrazione della sostanza (in secondi o minuti);
- V è il volume di distribuzione o l'acqua totale corporea (di solito misurata in litri o m³);
- K è la clearance (in ml/min o m³/s);
- C è la concentrazione della sostanza (in mmol/L o mol/m³).

Dall'equazione (1) segue che  {\displaystyle {\frac {dC}{dt}}} è una derivata della concentrazione rispetto al tempo, o in altre parole la variazione in ogni istante di tempo (t) della sostanza.

## Derivazione
Il calcolo del volume di plasma depurato da una certa sostanza x è una applicazione del principio di conservazione della massa, secondo il quale la quantità di sostanza rimossa dal plasma (Qf) deve essere uguale alla quantità di sostanza allontanata con le urine (Qe).
{\displaystyle Qf=Qe}
Sapendo poi che, per il principio di diluizione, una quantità di sostanza è data dal prodotto fra la concentrazione della stessa (Cx) e il volume (V) nel quale è disciolta 
{\displaystyle Qx=CxV}
è possibile riscrivere come l'uguaglianza tra due prodotti:
{\displaystyle PxVp=UxVu}
dove Vu è il flusso urinario, Ux la concentrazione della sostanza nell'urina, Px la concentrazione della sostanza nel plasma e Vp il volume di plasma depurato nell'unità di tempo (flusso plasmatico depurato), che altro non è che CLx. Ora risolvendo per Vp avremo:
{\displaystyle CLx={\frac {Vu*Ux}{Px}}}
Solitamente l'unità di misura utilizzata per la clearance in campo medico è il millilitro al minuto (mL/min).
Sulla clearance di una sostanza influisce molto il comportamento che questa ha rispetto ai fenomeni di filtrazione, riassorbimento e secrezione.

## Sostanze utilizzate
Poiché alcune sostanze vengono diversamente depurate dal sangue, in alcuni casi la loro misurazione si presta al calcolo della velocità di filtrazione glomerulare (di seguito VFG) e del flusso plasmatico renale (di seguito FPR).
In particolare, sostanze organiche come l'inulina, vengono esclusivamente filtrate e pertanto la loro concentrazione nelle urine serve a stimare la VFG.
Sostanze che, invece, vengono prima filtrate e poi totalmente secrete, venendo così del tutto eliminate dal sangue, come il paramminoippurato (di seguito PAI), permettono il calcolo del FPR.

| Sostanza   | Filtrazione glomerulare | Secrezione | Riassorbimento | Corrispondenza | Valore fisiologico |
| ---------- | ----------------------- | ---------- | -------------- | -------------- | ------------------ |
| Inulina    | ✔                       | ❌         | ❌             | VFG            | 130 ml/min         |
| PAI        | ✔                       | ✔          | ❌             | FPR            | 650 ml/min         |
| Creatinina | ✔                       | ❌         | ❌             |                | 70-120 ml/min      |
| Glucosio   | ✔                       | ❌         | ✔              |                | 0 ml/min           |

### Saturabilità
Poiché i processi di riassorbimento e secrezione sono il prodotto dell'azione di sistemi di trasporto molecolari che possono andare incontro a saturazione, le sostanze totalmente riassorbite, come il glucosio, non vengono riassorbite del tutto. Similmente, le sostanze totalmente secrete, come il PAI, non vengono più secrete del tutto. Per entrambi questi tipi di sostanza, quindi, più la loro concentrazione aumenta oltre la soglia di saturazione (soglia renale), più la loro clearance si avvicina a quella di una sostanza esclusivamente filtrata. Poiché per basse concentrazioni il glucosio viene completamente riassorbito, avrà una clearance uguale a 0. Tuttavia, come già detto, per alte concentrazioni il glucosio non è completamente riassorbito e la sua clearance avrà un valore maggiore di 0, che tende al valore della VFG. Il Pai invece per basse concentrazioni avrà clearance uguale al FPR, per alte concentrazioni invece la clearance avrà un valore minore rispetto all'FPR e che tende al VFG.

## Clearance osmolare e dell'acqua libera
La clearance osmolare è il volume di plasma liberato da tutti i soluti osmoticamente attivi nell'unità di tempo. La clearance dell'acqua libera è la differenza tra l'ammontare di acqua escreta con le urine nell'unità di tempo (o flusso urinario) e la clearance osmolare. Questa misura indica quindi se si sta producendo un volume urinario maggiore del volume di plasma depurato oppure il contrario, cioè se si sta perdendo acqua o se c'è ritenzione idrica.

### Calcolo
La formula per il calcolo della clearance osmolare ricalca quella precedente per il calcolo della clearance di una singola sostanza:
{\displaystyle CLosm={\frac {Vu*Uosm}{Posm}}}

Dove Vu è il volume di urina prodotto nell'unità di tempo, Uosm è l'osmolarità della stessa e Posm è l'osmolarità del plasma. La clearance dell'acqua libera è quindi esprimibile con una sottrazione. I passaggi successivi mostrano come a determinare la positività o la negatività della clearance dell'acqua libera sia essenzialmente la differenza di concentrazione dei soluti tra le urine e il plasma.
{\displaystyle CLH2O=Vu-CLosm\ }
{\displaystyle CLH2O=Vu-{\frac {Vu*Uosm}{Posm}}\ }
{\displaystyle CLH2O=Vu*{\frac {Posm-Uosm}{Posm}}\ }
Come mostra il numeratore della frazione, se
{\displaystyle CLH2O\;>0\iff Posm\;>Uosm}
si sta perdendo acqua in eccesso; viceversa se:
{\displaystyle CLH2O\;<0\iff Posm\;<Uosm}
si ritiene acqua.

## Clearance come parametro farmacocinetico
La clearance è un parametro farmacocinetico che descrive l'eliminazione irreversibile di un farmaco dalla circolazione sistemica. Può essere riferita al sangue intero o al plasma (clearance del sangue intero o clearance plasmatica).
 La clearance totale o sistemica è la somma di tutte le clearance degli organi deputati all'eliminazione: 
Clearance totale= clearance renale + clearance epatica + clearance altri organi.
Per i piccoli farmaci, la clearance totale è data dalla somma della clearance renale ed epatica; per i farmaci biotecnologici, peptidi o ricombinanti, è importante la clearance degli altri organi perché l'eliminazione può avvenire dappertutto. Per esempio, molecole quali l'eritropoietina (PM = 34 kDa) o il GH (growth hormone), vengono degradate in amminoacidi mediante ubiquitinazione (complesso ubiquitina-proteasoma) o mediante lisosomi.